# Shaun Wright-Phillips
Shaun Cameron Wright-Phillips (* 25. Oktober 1981 in Greenwich, London) ist ein ehemaliger englischer Fußballspieler mit jamaikanischen und grenadischen Wurzeln.

## Vereinslaufbahn

### Manchester City
Aufgewachsen in Brockley – im Süden Londons gelegen – besuchte er das „Haberdashers’ Aske’s Hatcham College“. Er spielte zunächst in seiner Jugend für Nottingham Forest, bevor er sich im Alter von 15 Jahren der Nachwuchsabteilung von Manchester City anschloss. Dort unterschrieb er am 20. Juli 1999 seinen ersten Profivertrag, kam in der dritten Liga am 30. Oktober 1999 zu seinem Einstand gegen Port Vale in der ersten Mannschaft und entwickelte sich spätestens in der Erstligasaison 2000/01 zu einer festen Größe in der Mannschaft. Vor allem durch seine entschlossene Spielweise, die technischen Fertigkeiten und seine Schnelligkeit machte er sich zudem einen Namen als einer der talentiertesten englischen Nachwuchsspieler. Nach dem Abstieg und einer Saison in der Zweitklassigkeit kehrte er mit City in die Premier League zur Spielzeit 2002/03 zurück und war vornehmlich auf der Position im rechten offensiven Mittelfeld und als Rechtsaußen Stammspieler.
Für 21 Millionen Pfund wechselte Wright-Phillips am 17. Juli 2005 zum amtierenden Meister FC Chelsea an die Stamford Bridge und kehrte damit in seine Heimatstadt London zurück.

### FC Chelsea
Wright-Phillips unterzeichnete einen Fünfjahresvertrag beim FC Chelsea. Zunächst konnte er sich jedoch nicht in die Stammformation spielen, hatte vor allem mit Schwächen im Torabschluss zu kämpfen und war mit 24 Einwechslungen in 39 Spielen vornehmlich Ergänzungsspieler. Sein erstes Tor für den neuen Verein erzielte er am 5. Dezember 2006 in der Champions League gegen Lewski Sofia – erst fast 17 Monate nach seinem Wechsel. Die erste mäßige Spielzeit beim FC Chelsea war mitverantwortlich dafür, dass er nicht in den englischen Kader für die WM 2006 berufen wurde, und es mehrten sich bereits die Gerüchte über ein mögliches Ausleihen Wright-Phillips an seinen alten Verein in Manchester.
Diesen Mutmaßungen trat Wright-Phillips jedoch entgegen und bekräftigte, dass er um seinen Platz in der Mannschaft kämpfen wollte und wurde in diesem Vorhaben von Trainer José Mourinho bestärkt, der wiederum Transferspekulationen um Joaquín vom FC Valencia mit dem Hinweis dementierte, dass er auf den Flügelpositionen bereits über genügend Optionen verfügte. In der Saison 2006/07 verbesserten sich seine Leistungen stetig, und Wright-Phillips kam am 18. April 2007 in der Partie gegen West Ham United zu seinen beiden ersten Meisterschaftstreffern. In der Folgezeit stand er häufiger in der Startformation, darunter auch beim FA-Cup-Endspiel, das der FC Chelsea mit 1:0 gewinnen konnte (Wright-Phillips war zum Zeitpunkt des entscheidenden Treffers jedoch bereits ausgewechselt worden).
Auch in der Spielzeit 2007/08 festigte er seinen Platz auf der rechten Außenbahn, zeigte sich in guter Frühform und bereitete eine große Anzahl von Toren vor.
Zur Saison 2008/09 kehrte er zu Manchester City zurück.

### Queens Park Rangers
Am 31. August 2011 wechselte er zum Premier-League-Aufsteiger Queens Park Rangers und unterzeichnete einen Dreijahresvertrag.

### Wechsel in die USA
Im Juli 2015 wechselte Wright-Phillips in die USA und schloss sich dem MLS-Franchise New York Red Bulls an, bei dem zu diesem Zeitpunkt auch sein jüngerer Bruder Bradley aktiv war. In den Spielzeiten 2015 und 2016 kam Wright-Phillips auf insgesamt 21 Einsätze (19 Regular-Season- und zwei Play-off-Einsätze), in denen er zwei Tore erzielte. Hinzu kam ein Einsatz in der zweiten Mannschaft in der als zweitklassig geltenden United Soccer League (USL).
Zur Saison 2017 wechselte Wright-Phillips zum USL-Franchise Phoenix Rising.

## Internationale Karriere
Sein Debüt für die englische Fußballnationalmannschaft gab Wright-Phillips am 18. August 2004 gegen die Ukraine und schoss dabei als Einwechselspieler in der zweiten Halbzeit ein Tor. Danach erhielt er sporadisch weitere Berufungen in die englische Auswahl während der Qualifikationsspiele zur WM 2006, aber nach einer anhaltenden Formkrise und der nur geringen Einsatzanzahl in Chelsea blieb ihm die Nominierung in den WM-Kader versagt.
In den beiden Qualifikationsspielen zur EM 2008 gegen Mazedonien und Kroatien kam er auf der rechten Flügelposition zum Einsatz. Nach dem guten Saisonstart 2007/08 im Verein wurde er dann wieder zum Freundschaftsspiel gegen Deutschland berufen und schließlich in der zweiten Spielhälfte eingewechselt. Obwohl England die Partie mit 1:2 verlor, konnte Wright-Phillips mit einer guten Leistung überzeugen und wurde als bester Spieler („Man of the Match“) ausgezeichnet. Dies brachte ihm einen Platz in der Startelf zur Partie gegen Israel am 8. September 2007 ein, in der er sein zweites Länderspieltor schoss und nach dem 3:0-Sieg erneut zum besten Spieler gewählt wurde.

## Wissenswertes
- Shaun Wright-Phillips ist der Adoptivsohn des ehemaligen englischen Nationalspielers Ian Wright und hat mit Adoptivbruder Bradley einen weiteren aktuellen Profifußballer in seiner Familie. Brett Wright (* 1987), ein weiterer Bruder, war ebenfalls als Fußballspieler aktiv und galt einst als Talent,[5] brachte es jedoch nicht über den Amateurfußball hinaus. Nach seinem Karriereende arbeitete er als von der FIFA lizenzierter Fußballagent.[6]
- Am 17. November 2004 war Wright-Phillips eine der Hauptzielscheiben rassistisch motivierter Fansprechchöre während eines Freundschaftsspiels gegen Spanien in Madrid.

## Titel und Erfolge
- Englischer Meister: 2006
- FA-Cup-Sieger: 2007 und 2011
- Englischer Ligapokalsieger: 2007